# PETaza

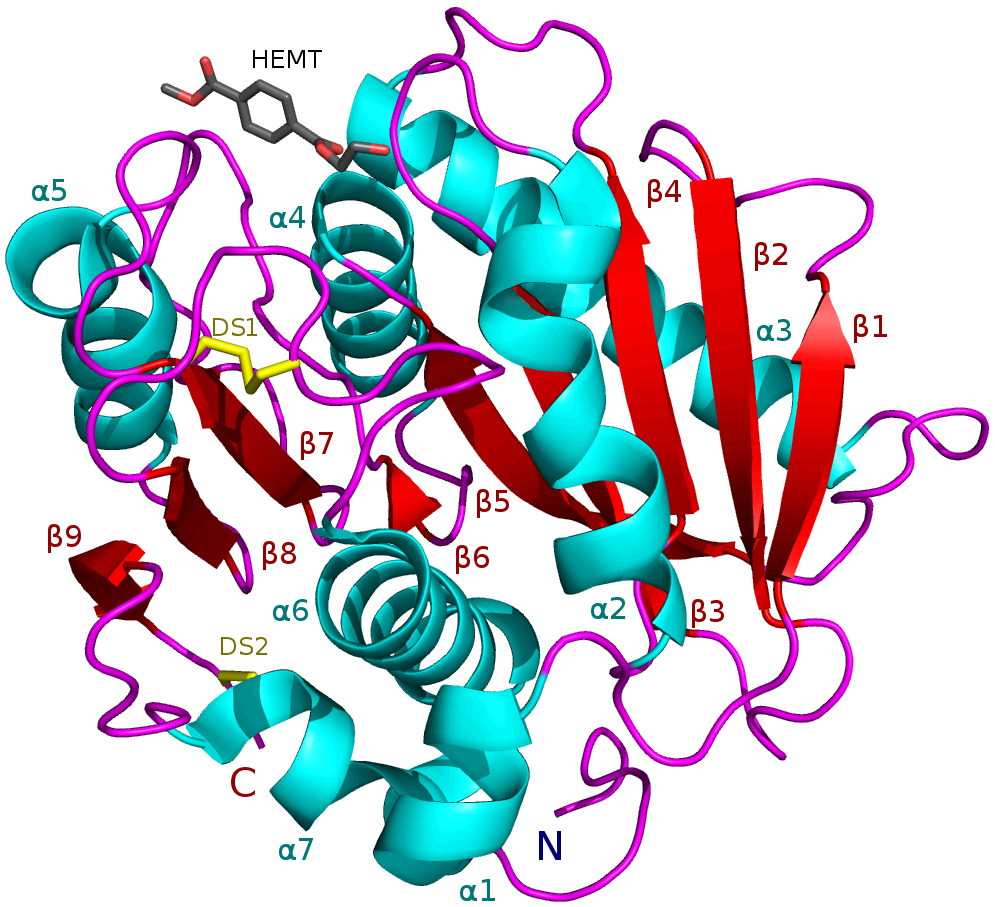
Model struktury PETazy

PETaza (EC 3.1.1.101, hydrolaza PET, hydrolaza poli(tereftalanu etylenu) – przedstawiciel grupy enzymów odpowiedzialnych za katalizowanie hydrolizy poli(tereftalanu etylenu) do monomerycznego kwasu mono(2-hydroksyetylo)tereftalowego (MHET) wg schematycznie przedstawionej reakcji:
(tereftalan etylenu)n + H2O → (tereftalan etylenu)n-1 + MHET,
gdzie n jest liczbą monomerów w łańcuchu polimeru. W wyniku powyższej reakcji śladowe ilości PET rozkładają się również do tereftalanu bis(2-hydroksyetylu) (BHET).
PETazy degradują biosubstytut PET - poli(2,5-furanian etylenu) (PEF) - poliestru, który może być produkowany z surowców odnawialnych: glikolu etylenowego i kwasu 2,5-furandikarboksylowego (FDCA). PETazy nie katalizują hydrolizy alifatycznych poliestrów takich jak poli(szczawian butylenu) czy kwas polimlekowy.
Nieenzymatyczna degradacja PET trwa setki lat, PETazy rozkładają to tworzywo w ciągu dni.

## Historia
Pierwszy enzym z grupy PETaz wyizolowano w 2016 roku z bakterii Ideonella sakaiensis, które znaleziono w osadach ściekowych pobranych przy japońskim przedsiębiorstwie przetwarzającym odpadowe butelki PET. Wcześniej były już znane inne enzymy rozkładające to tworzywo.
Odkryto około 69 enzymów różniących się strukturą, jednak w każdym z nich występują trzy jednakowe reszty w centrum aktywnym, co sugeruje, że mechanizm katalizowania reakcji rozkładu PET jest ten sam we wszystkich formach tych enzymów.

## Ścieżka degradacji PET przez bakterieIdeonella sakaiensis

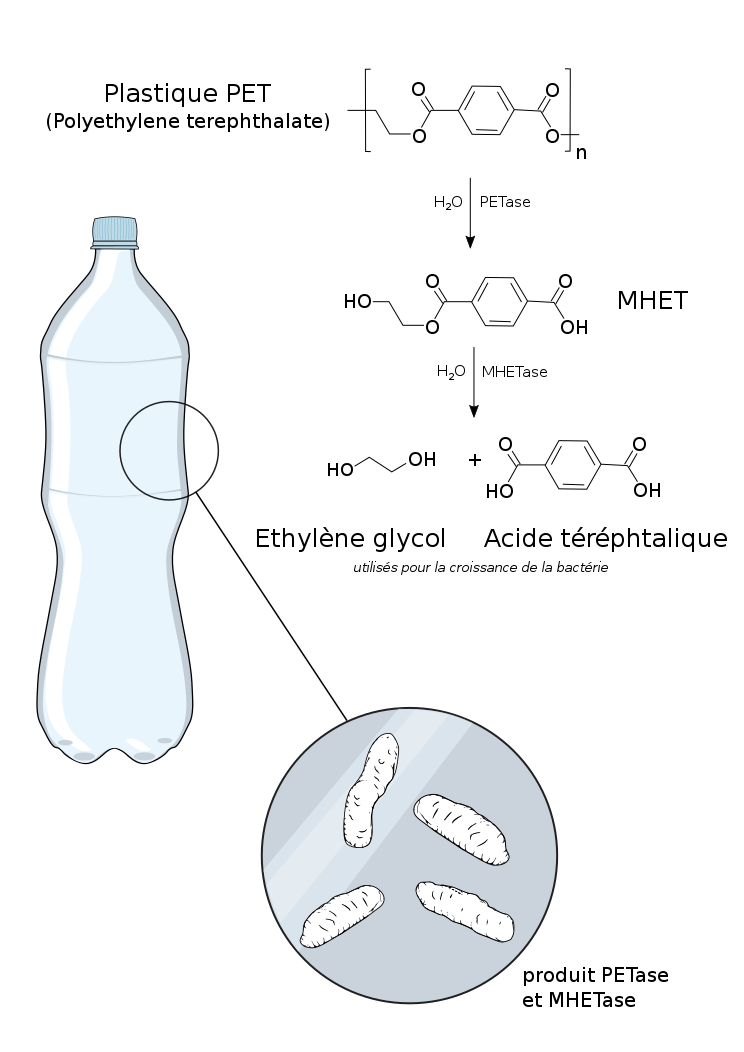
Szlaki katalityczne PETazy i MHETazy

W celu uzyskania energii z PET bakteria najpierw hydrolizuje PET za pomocą PETazy do kwasu mono(2-hydroksyetylo)tereftalowego (MHET), który w kolejnym etapie hydrolizuje przy użyciu MHETazy (hydrolazy MHET, ang. MHETase) do monomerów wyjściowego tworzywa sztucznego: glikolu etylenowego i kwasu tereftalowego. Te związki chemiczne bakterie potrafią wykorzystać bezpośrednio do produkcji energii.